# Аргунов, Фёдор Семёнович
Фёдор Семёнович Аргуно́в  (1733 — ок. 1768) — один из представителей семьи Аргуновых — одарённых художников и архитекторов.
О жизни Аргунова известно очень мало. Вероятно, он учился у С. И. Чевакинского. Все члены семьи были крепостными Шереметевых. Аргунов был одним из зодчих дома Шереметева на Фонтанке в Петербурге. Автор ряда живописных построек в Кусково под Москвой: кухонный флигель, павильон «Грот», каменная оранжерея.